# Leopoldo II xứ Toscana
Leopoldo II (tiếng Ý: Leopoldo Giovanni Giuseppe Francesco Ferdinando Carlo; tiếng Đức: Leopold Johann Joseph Franz Ferdinand Karl; tiếng Anh là Leopold John Joseph Francis Ferdinand Charles; 3 tháng 10 năm 1797 – 29 tháng 1 năm 1870) là Đại công tước xứ Toscana từ năm 1824 đến năm 1859. Ông là đại công tước áp chót, nhưng lại là đại công tước cầm quyền cuối cùng của Toscana. 
Leopold II cùng với Giáo hoàng Piô IX được công nhận là một trong những vị quân chủ tự do nhất bán đảo Ý đương thời, ông đã cho phép ban hành Hiến pháp Tuscan năm 1848 và thực hiện tự do báo chí trong lãnh thổ trị vì của mình. Nhưng sau các Cách mạng 1848, ông cũng giống như Giáo hoàng, mất niềm tin dần vào chủ nghĩa tự do và trở thành những nhà cai trị độc đoán.
Đại vương công đã bị Chính phủ cộng hòa Tuscan phế truất trong một thời gian ngắn vào năm 1849, nhưng được phục vị cùng năm với sự hỗ trợ của Quân đội Đế chế Áo, và Áo đã chiếm đóng Toscana cho đến năm 1855. Leopold đã cố gắng thực hiện chính sách trung lập đối với Chiến tranh giành độc lập lần thứ hai của Ý nhưng đã bị trục xuất bởi một cuộc đảo chính không đổ máu vào ngày 27 tháng 4 năm 1859, ngay trước khi chiến tranh bắt đầu. Gia đình Đại vương công đã rời đi Bologna (thuộc Lãnh địa Giáo hoàng kể từ Đại hội Viên). Toscana đã bị quân đội của Vittorio Emanuele II của Sardegna chiếm đóng trong suốt thời gian diễn ra cuộc xung đột. Hiệp định đình chiến Villafranca, được Napoléon III của Pháp và Franz Joseph I của Áo đồng ý vào ngày 11 tháng 7, đã quy định nhà cai trị Toscana sẽ được trả lại Firenze, nhưng bản thân Leopold được coi là quá không được lòng dân để được chấp nhận, và vào ngày 21 tháng 7 năm 1859, ông đã thoái vị để ủng hộ con trai mình là Đại công tử Ferdinando. Tuy nhiên, Ferdinando không được những người cách mạng kiểm soát Firenze chấp nhận nữa, và việc ông lên ngôi không được công bố. Thay vào đó, chính phủ lâm thời tuyên bố phế truất Nhà Habsburg khỏi ngai vàng Toscana (ngày 16 tháng 8) và sau đó sáp nhập vào Vương quốc Sardegna của Vương tộc Savoia để lập ra Vương quốc Ý thống nhất dưới vương quyền của Vittorio Emanuele II thông qua một cuộc trưng cầu dân ý.

## Cuộc sống đầu đời
Sinh ra tại Firenze, Leopold là con trai của Đại vương công Ferdinando III xứ Toscana và Vương nữ Luisa Maria Amelia Teresa của Napoli và Sicilia, hai người là anh em họ đời đầu. Ông bà ngoại của Leopold là Ferdinando I của Hai Sicilie và Maria Karolina của Áo. Ông đã chạy trốn cùng cha mình đến các nhà nước Đức khi Toscana bị người Pháp chiếm đóng. Vì thế Leopold trải nghiệm tuổi trẻ của mình ở Đế chế La Mã Thần thánh.
Ông trở thành người thừa kế Đại công quốc Toscana vào năm 1800, sau cái chết của anh trai của ông là Francesco Leopoldo. Ông theo gia đình mình đi lưu vong đầu tiên là ở Viên và sau đó, vào năm 1803, cha của ông được Napoléon bồi thường cho Tổng giáo phận vương quyền Salzburg vì bị Pháp lấy mất Toscana, Salzburg được nâng lên thành Tuyển hầu xứ Salzburg và vì thế Leopold cũng trở thành người thừa kế của Salzburg.
Vào tháng 3 năm 1805, Leopold buộc phải rời bỏ Salzburg do áp lực của cuộc chiến mới giữa Áo và Đệ Nhất Đế chế Pháp, ông và gia đình chuyển đến Würzburg. Trong những năm tháng đau khổ này, Leopoldo đã cố gắng học tập rất nhiều với các gia sư người Đức và Ý, thể hiện niềm yêu thích đặc biệt đối với văn học.
Leopold và gia đình trở lại Firenze vào ngày 15 tháng 9 năm 1814, sau lần thoái vị đầu tiên của Hoàng đế Napoléon I, được thần dân của ông chào đón nồng nhiệt. Cha của ông là Ferdinando III xứ Toscana đã không tiến hành các cuộc thanh trừng hay loại bỏ những người từng cộng tác với Pháp, nhờ vào điều này mà gia đình hoàng gia được thần dân yêu quý hơn. Leopold cũng được người Tuscan quý mến vì tính cách ôn hòa và cách cư xử thân thiện.
Sau lần trở về Toscana, Leopold đã hoàn thành chương trình học mà ông đã bắt đầu ở Đức trong thời gian lưu vong, tham gia các bài học về luật, nghệ thuật và văn học, và thậm chí cả lĩnh vực nông nghiệp, lĩnh vực mà ông luôn tỏ ra rất quan tâm. Leopold đặt mục tiêu sẽ thu thập, nghiên cứu và sắp xếp lại tất cả các tác phẩm của Galileo Galilei và xuất bản một ấn bản các bài thơ của Lorenzo de' Medici do ông đích thân biên tập, chính điều này đã giúp ông được đề cử vào Accademia della Crusca.
Vào ngày 28 tháng 10 năm 1817 Leopold kết hôn với Vương nữ Maria Anna của Sachsen. Năm 1819, ông cùng vợ thực hiện một chuyến du lịch dài khắp châu Âu, thăm các địa điểm như Munich, Dresden, Praha, Viên và Venice. Lần tiếp xúc đầu tiên của ông với các vấn đề nhà nước xảy ra vào tháng 10 năm 1822, khi ông được gọi đến Verona để cùng cha mình tham gia đại hội của Liên minh Thần thánh.

## Kế vị

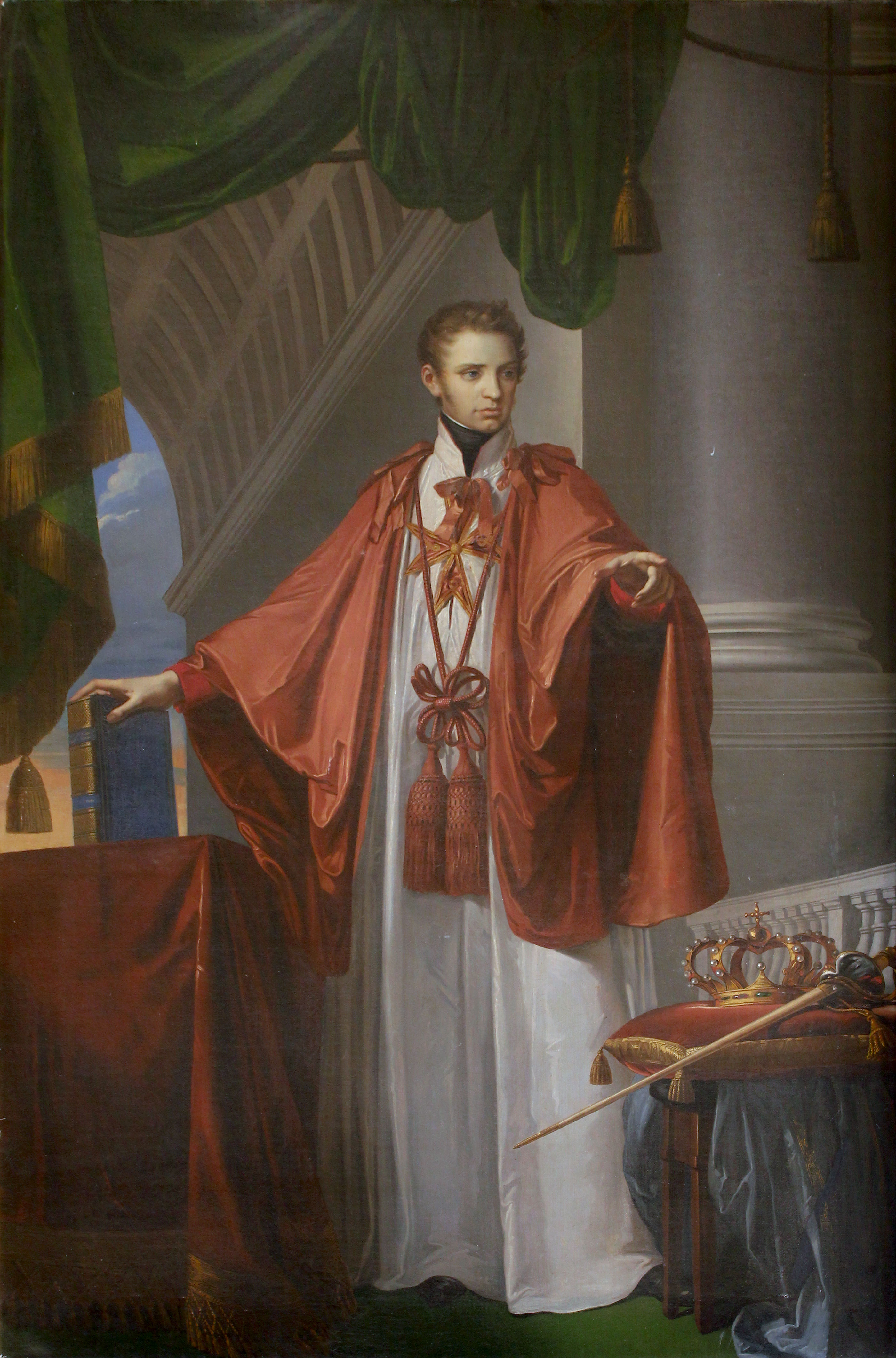
Chân dung Leopold, được vẽ bởi Giuseppe Bezzuoli

Ông kế vị cha mình vào ngày 18 tháng 6 năm 1824. Trong 20 năm đầu trị vì, ông đã cống hiến hết mình cho sự phát triển nội bộ của nhà nước. Ông là người ôn hòa nhất và ít phản động nhất trong tất cả các chế độ chuyên chế trên bán đảo Ý thời bấy giờ, và mặc dù luôn chịu ảnh hưởng của Đế quốc Áo, ông đã từ chối áp dụng các phương pháp quản lý của Áo, cho phép báo chí được tự do một cách công bằng và cho phép nhiều người lưu vong chính trị từ các nhà nước khác được cư trú tại Đại công quốc Toscana mà không bị quấy rầy.
Nhưng khi vào đầu những năm 1840, tình trạng bất ổn lan rộng khắp bán đảo Ý, ngay cả ở Toscana, các yêu cầu về hiến pháp và các cải cách chính trị khác đã được đưa ra; vào năm 1845 và 1846, bạo loạn xảy ra ở nhiều nơi trong nước, và Leopold đã ban hành một số cải cách hành chính. Nhưng ảnh hưởng của Áo đã ngăn cản ông làm nhiều hơn nữa, ngay cả khi ông muốn làm như vậy. Việc bầu Giáo hoàng Piô IX đã mang lại sự khích lệ mới cho Chủ nghĩa tự do, và vào ngày 4 tháng 9 năm 1847, Leopold đã thành lập Vệ binh quốc gia - một sự chuẩn bị cho một hiến pháp; ngay sau đó, hầu tước Cosimo Ridolfi (1794–1865) được bổ nhiệm làm thủ tướng. Việc ban hành hiến pháp Neapoli và Piedmont được tiếp nối (ngày 17 tháng 2 năm 1848) bằng hiến pháp Toscana, do Gino Capponi biên soạn.

### Chiến tranh giành độc lập của Ý

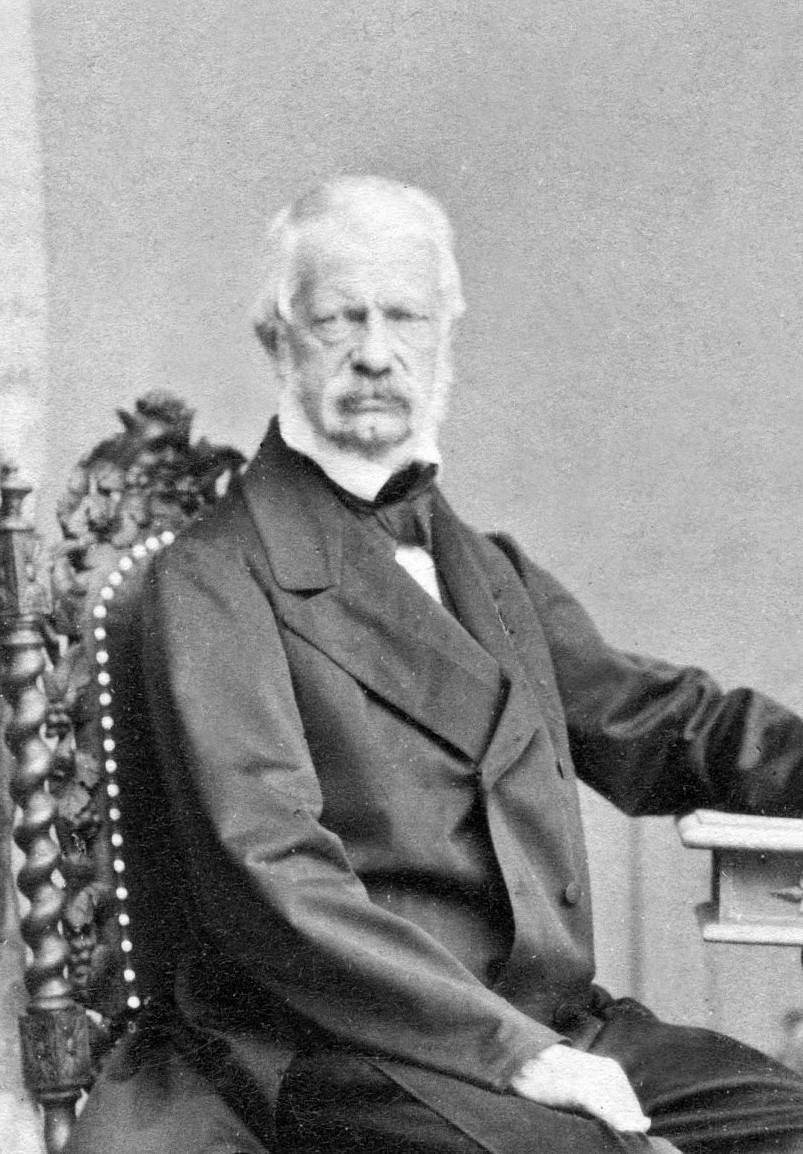
Bức ảnh chụp Leopold II lúc đã lớn tuổi vào năm 1862

Các cuộc nổi loạn ở Milan và Viên đã khơi dậy lòng nhiệt thành yêu nước ở Toscana, nơi người ta đòi chiến tranh chống lại Đế chế Áo; Leopold II, nhượng bộ trước áp lực của quần chúng, đã cử một lực lượng quân chính quy và quân tình nguyện hợp tác với Piedmont trong Chiến dịch Lombard. Bài phát biểu của ông khi đoàn quân Toscana rời đi hoàn toàn theo phong cách Ý và Tự do. "Những người lính", ông nói, "sự nghiệp thiêng liêng của tự do Ý đang được quyết định ngày hôm nay trên các chiến trường Lombardy. Người dân Milan đã mua tự do bằng máu của họ và bằng một chủ nghĩa anh hùng mà lịch sử ít có ví dụ nào... Vinh danh quốc huy Ý! Độc lập Ý muôn năm!" Đội quân Toscana đã chiến đấu dũng cảm, mặc dù không thành công, tại Curtatone và Montanara.
Vào ngày 26 tháng 6, Nghị viện Toscana đầu tiên đã họp nhưng những xáo trộn sau thất bại của chiến dịch ở Lombardy đã dẫn đến việc từ chức của bộ trưởng Ridolfi, người kế nhiệm ông là Gino Capponi. Các cuộc bạo loạn vẫn tiếp diễn, đặc biệt là ở Livorno, nơi đang là nạn nhân của cuộc nội chiến thực sự, và đảng dân chủ mà Francesco Domenico Guerrazzi và Giuseppe Montanelli là những người tổ chức ngày càng có ảnh hưởng hơn. Capponi đã từ chức, và Leopold miễn cưỡng đồng ý với một chính phủ của liên doanh Montanelli-Guerrazzi, đến lượt mình phải đấu tranh chống lại đảng cộng hòa cực đoan.
Cuộc bầu cử mới vào mùa thu năm 1848 đã giành được đa số phiếu theo hiến pháp, nhưng cuộc bầu cử đã kết thúc bằng việc bỏ phiếu ủng hộ một hội đồng lập hiến. Người ta đã nói đến việc thành lập một Vương quốc Ý trung tâm với Leopold làm vua, để hình thành một phần của Bang liên Ý lớn hơn, nhưng trong khi đó, Đại vương công Leopold II, lo ngại về các cuộc biểu tình cách mạng và cộng hòa ở Toscana và được khích lệ bởi thành công của quân đội Áo, theo Montanelli, đã đàm phán với Thống chế Radetzky và với Giáo hoàng Piô IX, người hiện đã từ bỏ khuynh hướng tự do của mình và chạy trốn đến Gaeta. Leopold đã rời Firenze đến Siena, và cuối cùng là đến Porto Santo Stefano, để lại một lá thư cho Guerrazzi, trong đó, do sự phản đối của Giáo hoàng, ông tuyên bố rằng ông không thể đồng ý với hội đồng lập hiến được đề xuất. Sự hỗn loạn tột độ đã xảy ra ở Firenze và các vùng khác của Toscana.
Vào ngày 18 tháng 2 năm 1849, một nền cộng hòa đã được tuyên bố và cùng ngày hôm đó, Leopold đã đi thuyền đến Gaeta. Đệ tam Nghị viện đã được bầu và Guerrazzi đã được bổ nhiệm làm nhà độc tài. Nhưng đã có sự bất mãn lớn, và thất bại của Vua Carlo Alberto I của Sardegna tại Trận Novara đã gây ra sự bàng hoàng trong số những người theo Chủ nghĩa tự do. Phần lớn, trong khi lo sợ một cuộc xâm lược của Đế chế Áo, mong muốn sự trở lại của Đại vương công Leopold II, người chưa bao giờ bị mất lòng dân, và vào tháng 4 năm 1849, hội đồng thành phố đã chiếm lại quyền lực của Nghị viện và mời ông trở về, "để cứu chúng ta bằng cách khôi phục chế độ quân chủ lập hiến được bao quanh bởi các thể chế của nhân dân, khỏi sự xấu hổ và hủy hoại của một cuộc xâm lược của nước ngoài." Leopold chấp nhận, mặc dù ông không nói gì về cuộc xâm lược của nước ngoài, và vào ngày 1 tháng 5 đã cử Bá tước Luigi Serristori đến Toscana với toàn bộ quyền hạn trong tay.

## Thoái vị và cuộc sống cuối đời
Nhưng cùng lúc đó, người Áo chiếm đóng Lucca và Livorno, và mặc dù Leopold tỏ ra ngạc nhiên trước hành động của họ, nhưng sau đó đã được chứng minh, như tướng Áo d'Aspre tuyên bố vào thời điểm đó, rằng sự can thiệp của Áo là do yêu cầu của đại công tước. Vào ngày 24 tháng 5, người sau bổ nhiệm G Baldasseroni làm thủ tướng, vào ngày 25, người Áo tiến vào Firenze và vào ngày 28 tháng 7, chính Leopold đã trở về. Vào tháng 4 năm 1850, ông đã ký một hiệp ước với Áo đình chỉ việc tiếp tục chiếm đóng của Áo trong một thời gian không xác định với 10.000 người; vào tháng 9, ông giải tán Nghị viện và năm sau đó đã thiết lập một hiệp ước với Lãnh địa Giáo hoàng có tính chất rất giáo sĩ. Ông yếu ớt hỏi Áo rằng ông có thể duy trì hiến pháp hay không, và thủ tướng Áo, Thân vương Felix xứ Schwarzenberg, đã khuyên ông nên tham khảo ý kiến của Giáo hoàng Piô IX, Vua Hai Sicilie và các Công tước xứ Parma và Modena.
Theo lời khuyên của họ, ông chính thức bãi bỏ hiến pháp (1852). Các phiên tòa chính trị đã được tổ chức, Guerrazzi và nhiều người khác bị kết án tù dài hạn, và mặc dù quân đội Áo đã rời Toscana vào năm 1855, nhưng sự nổi tiếng của Leopold đã không còn nữa. Tuy nhiên, một số người theo chủ nghĩa Tự do vẫn tin vào khả năng có một đại công tước hợp hiến có thể bị thuyết phục lần thứ hai tham gia cùng Piedmont trong cuộc chiến chống lại Đế quốc Áo, trong khi đảng bình dân do Ferdinando Bartolommei và Giuseppe Dolfi đứng đầu nhận ra rằng chỉ bằng cách tước bỏ ngai vàng của Leopold II thì nguyện vọng của quốc gia mới có thể trở thành hiện thực. Khi Đệ Nhị Đế chế Pháp và Piedmont gây chiến với Áo vào năm 1859, chính phủ của Leopold đã không ngăn cản được các tình nguyện viên của Toscana gia nhập lực lượng Pháp-Piedmont. Cuối cùng, một thỏa thuận đã đạt được giữa những người theo chủ nghĩa lập hiến quý tộc và đảng bình dân, kết quả là sự tham gia của đại công tước vào cuộc chiến đã được chính thức yêu cầu.
Lúc đầu, Leopold đã nhượng bộ và giao cho Don Neri Corsini việc thành lập một chính phủ. Những yêu cầu phổ biến do Corsini đưa ra là Leopold phải thoái vị để ủng hộ con trai mình, liên minh với Piedmont và tổ chức lại Toscana theo sự tái tổ chức cuối cùng và chắc chắn của Ý. Leopold do dự và cuối cùng đã từ chối các đề xuất vì cho rằng chúng xúc phạm đến phẩm giá của ông. Vào ngày 27 tháng 4, Firenze đã vô cùng náo động, lá cờ Ý xuất hiện khắp mọi nơi, nhưng trật tự vẫn được duy trì, và đại công tước cùng gia đình đã lên đường đến Bologna mà không bị quấy rầy. Như vậy, cuộc cách mạng đã thành công mà không đổ máu, và sau một thời gian ngắn tồn tại chính quyền cộng hòa lâm thời, Toscana đã được sáp nhập vào Vương quốc Ý dưới vương quyền của Nhà Savoia. Vào ngày 21 tháng 7, Leopold đã thoái vị để ủng hộ con trai mình là Đại công tử Ferdinando, người chưa bao giờ trị vì, nhưng đã ban hành một chiếu thư phản đối từ Dresden (ngày 26 tháng 3 năm 1860).
Sau khi thoái vị, ông đã sống lưu vong ở Đế chế Áo trong nhiều năm. Ông qua đời tại Rome vào ngày 29 tháng 1 năm 1870, sau khi ở đó từ năm 1869. Chỉ vài tháng sau, Ý đã có thể chiếm được thành phố.

## Đánh giá
Leopold II xứ Toscana là một nhà cai trị tốt bụng, không độc ác, và yêu thương thần dân của mình hơn những bạo chúa Ý khác, nhưng ông yếu đuối, và bị ràng buộc quá chặt chẽ bởi các mối quan hệ gia đình và truyền thống của Vương tộc Habsburg để có thể trở thành một người theo Chủ nghĩa tự do thực sự. Nếu ông không tham gia vào mật nghị của những nhà độc tài tại Gaeta, và trên hết, nếu ông không triệu tập sự hỗ trợ của Áo trong khi phủ nhận rằng ông đã làm như vậy, vào năm 1849, ông vẫn có thể bảo vệ được ngai vàng của mình, và thậm chí thay đổi tiến trình lịch sử Ý. Đồng thời, sự cai trị của ông, tuy không khắc nghiệt, nhưng lại làm nản lòng nhiều người.
Cùng với vợ, ông là người bảo trợ sáng lập của Istituto Statale della Santissima Annunziata, trường nội trú dành cho nữ đầu tiên ở Firenze, nơi đào tạo các cô gái trẻ quý tộc và cao quý. Leopold đã ra lệnh xây dựng La Botte, một đường hầm dẫn nước dưới sông Arno, cho phép thoát nước cuối cùng của Lago di Bientina, trước đây là hồ lớn nhất ở Toscana. Hoàn thành vào năm 1859, La Botte vẫn là một phần không thể thiếu của hệ thống quản lý nước vùng Tuscan.

## Gia đình
Thông qua cha mình là Ferdinando III xứ Toscana, ông là cháu nội của Hoàng đế Leopold II của Thánh chế La Mã, cháu cố của Maria Theresia của Áo và Hoàng đế Franz I của Thánh chế La Mã. Hoàng đế Franz II của Thánh chế La Mã là bác ruột của ông, vì thế Hoàng đế Ferdinand I của Áo, hoàng hậu Pháp Maria Ludovica (vợ của Napoléon I, mẹ của Napoléon II), Hoàng hậu Brasil Maria Leopoldine (mẹ của hoàng đế Pedro II của Brasil và Nữ vương Maria II của Bồ Đào Nha), Đại vương công Franz Karl của Áo (cha của Hoàng đế Franz Joseph I của Áo và Maximilian I của México) đều là anh chị họ đời đầu của ông.
Thông qua mẹ, ông bà ngoại của Leopold là Vua Ferdinando I của Hai Sicilie và Maria Karolina của Áo, ông gọi vua Francesco I của Hai Sicilie là cậu, vì thế vua Ferdinando II của Hai Sicilie là em họ đời đầu. Dựa vào mối quan hệ ở trên, Carlos III của Tây Ban Nha và Maria Amalia xứ Sachsen là ông bà cố ngoại của Leopold.

### Cuộc hôn nhân và hậu duệ đầu tiên

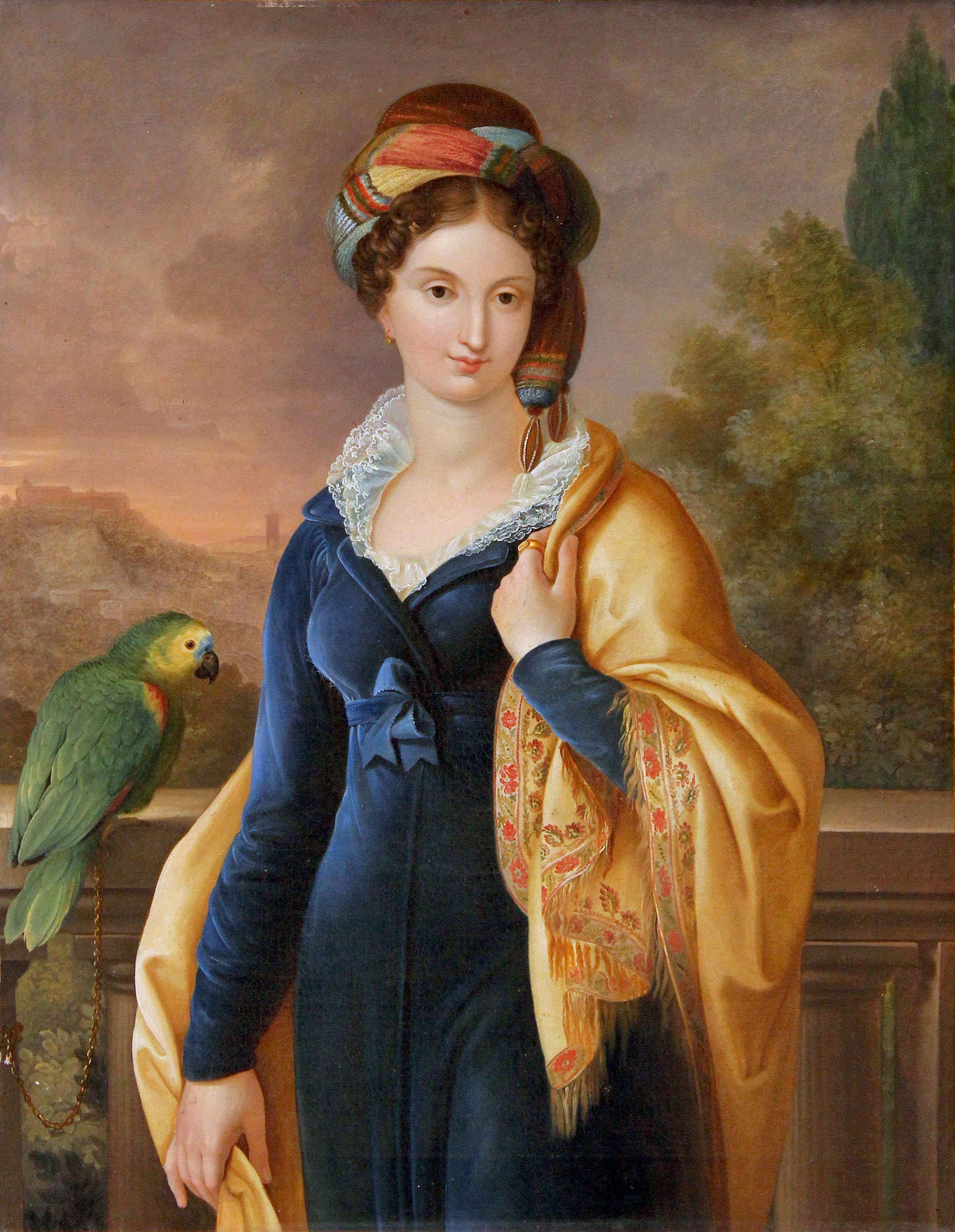
Maria Anna xứ Sachsen

Tại Dresden vào ngày 28 tháng 10 năm 1817, và tại Firenze vào ngày 16 tháng 11 năm 1817, Leopold kết hôn với Vương nữ Maria Anna xứ Sachsen, con gái của Maximilian, Công thế tử xứ Sachsen và Carolina xứ Parma. Ông bà ngoại của cô là Ferdinando I xứ Parma và Nữ Đại vương công Maria Amalia của Áo. Leopold và vợ là anh em họ đời thứ hai vì cả hai đều là chắt của Maria Theresia của Áo. Họ có 3 người con:
- Nữ Đại vương công Carolina Auguste Elisabeth Vincentia Johanna Josepha (Firenze, 19 tháng 11 năm 1822 – Firenze, 5 tháng 10 năm 1841).

- Nữ Đại vương công Auguste Ferdinande của Áo (1 tháng 4 năm 1825 – 26 tháng 4 năm 1864); kết hôn với Luitpold, Thân vương nhiếp chính xứ Bayern, vì thế bà là mẹ của vua Ludwig III của Bayern.[6]

- Nữ Đại vương công Maria Maximiliana Thekla Johanna Josepha (Firenze, 9 tháng 1 năm 1827 – Firenze, 18 tháng 5 năm 1834)

### Cuộc hôn nhân và hậu duệ thứ hai

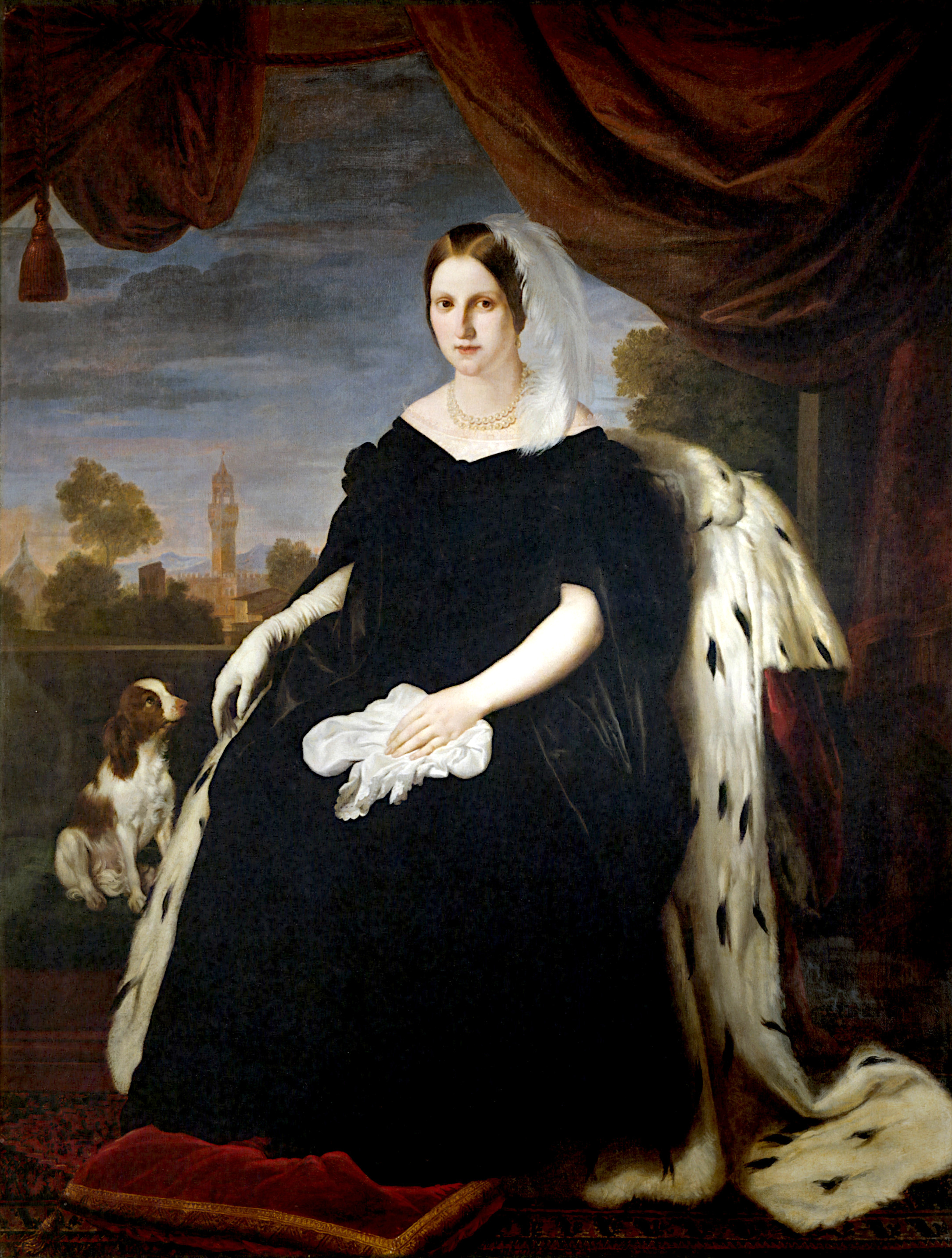
Maria Antonietta của Hai Sicilie

Maria Anna mất tại Pisa vào ngày 24 tháng 4 năm 1832. Vào ngày 7 tháng 6 năm 1833, tại Napoli, Leopold kết hôn lần thứ hai với Vương nữ Maria Antonia của Hai Sicilie. Người vợ mới của ông là con gái thứ hai của Francesco I của Hai Sicilie và María Isabel của Tây Ban Nha. Marie Antoinette là em họ đời đầu của ông. Họ có 10 người con:
- Nữ Đại vương công Maria Isabella Annunziata Giovanna Giuseppa Umilta Appolonia Philomena Virginia Gabriela (21 tháng 5 năm 1834 – 14 tháng 7 năm 1901); kết hôn với cậu ruột của bà là Thân vương Francesco, Bá tước xứ Trapani, con trai út của Francesco I của Hai Sicilie và Maria Isabella của Tây Ban Nha.

- Đại vương công Ferdinando IV xứ Toscana (10 tháng 6 năm 1835 – 17 tháng 1 năm 1908).

- Nữ Đại vương công Maria Theresia Annunziata Johanna Josepha Paulina Luisa Virginia Apollonia Philomena (Firenze, 29 tháng 6 năm 1836 – Firenze, 5 tháng 8 năm 1838).

- Nữ Đại vương công Maria Christina Annunziata Agatha Dorothea Johanna Josephina Luisa Philomena Anna (Firenze, 5 tháng 2 năm 1838 – Firenze, 1 tháng 9 năm 1849).

- Đại vương công Karl Salvator Maria Joseph Johann Baptist Philipp Jakob Märzius Ludwig (30 tháng 4 năm 1839 – 18 tháng 1 năm 1892); kết hôn với Vương nữ Maria Immaculata của Bourbon-Hai Sicilie, con gái thứ hai của Ferdinando II của Hai Sicilie và Nữ Đại Công tước Maria Theresa của Áo.

- Nữ Đại vương công Maria Anna Karoline Annunziata Johanna Josepha Gabriela Theresia Katharina Margarethe Philomena (Firenze, 9 tháng 6 năm 1840 – Firenze, 13 tháng 8 năm 1841).

- Đại vương công Rainer Salvator Maria Stephan Joseph Johann Philipp Jakob Antonin Zenobius Alois von Gonzaga (Firenze, 1 tháng 5 năm 1842 – Firenze, 14 tháng 8 năm 1844).

- Nữ Đại vương công Maria Luisa Annunziata Anna vanna Giuseppa Antonietta Philomena Apollonia Tommasa (Firenze, 31 tháng 10 năm 1845 – 27 tháng 8 năm 1917); kết hôn tại Schloss Brandeis, Bohemia, vào ngày 31 tháng 5 năm 1865 với Karl II, Thân vương xứ Isenburg-Büdingen. Chồng bà là cháu trai của Karl, Thân vương có chủ quyền cuối cùng của Isenburg. Họ là tổ tiên của Sophie, Vương phi của Phổ, vợ của Georg Friedrich, Thân vương của Phổ, người đứng đầu Nhà Hohenzollern.

- Đại vương công Ludwig Salvator Maria Joseph Johann Baptist Dominicus Rainerius Ferdinand Carl Zenobius Antonin (4 tháng 8 năm 1847 – 12 tháng 10 năm 1915).

- Đại vương công Johann Salvator Nepomuk Maria Annunziata Giuseppe Johann Batista Ferdinando Baldassare Luigi Gonzaga Pietro Alessandrino Zenobius Antonin (25 tháng 11 năm 1852 – được báo cáo là mất tích trên biển năm 1890); suy đoán về sự sống sót của ông dưới một bí danh (Johann Orth).

## Tước hiệu và thừa kế
Leopold trở thành người thừa kế Đại công quốc Toscana vào năm 1800, sau cái chết của anh trai của ông là Francesco Leopoldo. Năm 1802, cha của ông được bồi thường cho Tuyển hầu xứ Salzburg, năm 1805 cha ông mất Salzburg và được bồi thường bằng Đại công quốc Würzburg. Có nghĩa là từ năm 1800 cho đến khi gia đình ông được phục vị lại Toscana vào năm 1814, Leopold đã lần lượt trải qua 3 lần được thừa kế các lãnh thổ khác nhau: Đại công tử thừa kế xứ Toscana (1800-1801); Hầu tử thừa kế xứ Salzburg (1802-1805); Đại công tử thừa kế xứ Würzburg (1805 - 1814), sau đó lại quay về người thừa kế Toscana từ năm 1814 - 1826, khi cha ông qua đời thì trở thành Đại vương công xứ Toscana.